# Leonard van Porto Maurizio

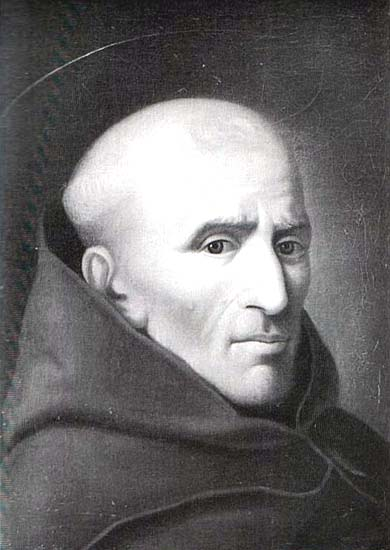

Leonard van Porto Maurizio (20 december 1676 - 26 november 1751) was een minderbroeder (OFM) priester, zalig verklaard in 1796 en heilig verklaard in 1867. Zijn feestdag is op 26 november.

## Biografie
Hij werd in 1676 geboren onder de naam Paul Jerome Casanova in Porto Maurizio (Italië) in een familie van zeelieden. Op 13-jarige leeftijd ging Leonard naar Rome om bij zijn oom Agostino te wonen en te studeren aan het jezuïetencollege. Hij was een goede student en voorbestemd voor een carrière in de geneeskunde. In 1697 trad hij echter toe tot de minderbroeders. Na zijn wijding verwachtte hij dat hij op Chinese missies zou worden gestuurd maar een maagzweer verhinderde dit. Hij werd terug naar zijn geboorteplaats gestuurd om te genezen. Na vier jaar werd hij weer gezond en begon hij te prediken in Porto Maurizio en omgeving. 
Toen Cosimo III de' Medici het Del Monte-klooster, gelegen in San Miniato, schonk aan de franciscanen, werd Leonardo aangesteld als overste. Samen met zijn broeders leidden ze een leven van grote soberheid en boete. In 1710 stichtte hij het klooster van Icontro, nabij Florence, waar hij en zijn metgezellen, spirituele retraites konden organiseren tussen hun missionaire reizen door. Leonard verwierf een grote reputatie als priester, hij trok grote menigten aan en werd op veel plaatsen uitgenodigd om te komen prediken. De pausen Clemens XII en Benedictus XIV waren op de hoogte van zijn werk en nodigden hem uit naar Rome. Vooral paus Benedictus XIV gebruikte hem als uithangbord voor het christendom en stuurde hem als diplomaat om netelige situaties op te lossen.
Leonard stichtte vele vrome verenigingen en broederschappen, en zette zich in om de Heilig Hartverering en het sacrament van de Heilige Communie te verspreiden. Hij was ook een ijveraar, dat het concept van de Onbevlekte Ontvangenis van Maria zou worden gedefinieerd als een dogma van het geloof. 
De franciscanen waren sinds 1343 de hoeders van de heilige plaatsen in het Heilige Land, inclusief de Kruisweg. Alhoewel er reeds velen voor hem promotie maakten voor de kruisweg, zijn er maar weinigen, die Leonard overtroffen. Hij zou naar verluidt op 571 locaties in heel Italië, waaronder het Colosseum in Rome, kruiswegen hebben geïnstalleerd. 
Van mei tot november 1744 predikte hij op Corsica, dat op dat moment toebehoorde aan de republiek Genua en verscheurd was door partijstrijd. In november 1751 riep paus Benedictus XIV hem naar Rome, daar er aanwijzingen waren dat zijn einde snel naderde. Zijn voortdurende inzet en zijn verstervingen hadden zijn lichaam volledig uitgeput. Hij arriveerde op de avond van 26 november 1751 in zijn geliefde klooster van San Bonaventura op de Palatijn, en stierf diezelfde nacht om elf uur, hij was vierenzeventig jaar.
Talrijke geschriften van de heilige zijn bewaard gebleven, ze bestaan uit preken, brieven en ascetische verhandelingen. Ze zijn inspirerend voor gelovigen en priesters, vooral voor missionarissen.